# ミステリー民俗学者 八雲樹
『ミステリー民俗学者 八雲樹』（ミステリーみんぞくがくしゃ やくもいつき）は、原作：金成陽三郎、漫画：山口譲司による漫画作品、及びそれを原作としたテレビドラマ。
集英社の「週刊ヤングジャンプ」2001年47号から2003年47号にかけて連載後、「ビジネスジャンプ」に移籍して2004年15号から22号にかけて連載。また、前述の雑誌での連載中に「漫革」2003年8/15号から2004年6/5号にかけても不定期で掲載された。

## 概要
本作は、日本に伝わる逸話（天狗、小人伝説、かぐや姫、山姥など）や、童謡（「花いちもんめ」）、風習（生贄、七夕、姥捨て、初夜権など）などを元とした内容になっている、本格ミステリ漫画である。山口譲司が作画を担当。対象が青年向けであり、性的な表現が多々ある。

## 単行本
- ミステリー民俗学者八雲樹 1 ISBN 4088762975
- ミステリー民俗学者八雲樹 2 ISBN 4088763114
- ミステリー民俗学者八雲樹 3 ISBN 408876367X
- ミステリー民俗学者八雲樹 4 ISBN 4088764137
- ミステリー民俗学者八雲樹 5 ISBN 4088764765
- ミステリー民俗学者八雲樹 6 ISBN 4088765095
- ミステリー民俗学者八雲樹 7 ISBN 4088765532
- ミステリー民俗学者八雲樹 8 ISBN 4088766180
- ミステリー民俗学者八雲樹 9 ISBN 4088767284

## テレビドラマ
2004年10月15日から12月17日まで毎週金曜日23:15 - 翌0:10に、テレビ朝日系の「金曜ナイトドラマ」枠で放送された。主演は及川光博。

### キャスト

#### 主要人物
八雲樹
演 - 及川光博
著名な民俗学者である慈英女子大の鳥越教授の助手。多忙で不在の多い教授に代わって、鳥越ゼミの面倒を見ている。涼やかな面持ちにスリムなメガネをかけており、一見するとルックスは悪くないのだが、フード付きのコートを愛用し、踝丈のボトムに白いソックスを合わせるなど、どこか野暮ったく垢抜けない感が醸し出されている。ゼミの女学生からは「さえない万年助手」と馬鹿にされている（高等教育での、教職の階級は教授・准教授・講師・助教/助手の順で、一般に先生と呼ばれるのは講師以上である）。
興味を持ったことは、実際に試してみないと気がすまない性格で、かなりの変人かつ極度の天然ボケでもあり、相手が謙遜で言っていることを言葉通りに受け取り、微妙な雰囲気を醸し出す。また権威や権力には関心が薄く、ともすればかなりの鈍感。自分が正しいと思ったことに関しては相手が誰であろうが臆することなく毅然とした態度で臨み、歯に衣着せぬ物言いをすることもある。
アルコールに極端に弱く、僅かでも飲むと3秒で倒れる程の下戸。研究のために地方に足を運ぶことが多いが重度の乗り物酔い体質で、目的地に着いた瞬間に毎回酷い吐き気に襲われることになり、特に船に関しては乗る前に想像だけで酔うことがある（自分が運転する車でも酔う）。
女性に対しては基本的にフェミニスト。しかし、女性からのアプローチには鈍感である。
体力には自信が無くケンカにも弱いが、妙な間合いで逃げに徹するため敵の攻撃はなかなか当たらず致命傷になることはなく、ある意味の強運の持ち主。襲われたり激高した時は、普段の天然ぶりが嘘のような武道の実力と威圧感を見せることがある。
事件の謎を「闇」に例えて表現する。
富良野
演 - 平山あや
慈英女子大民俗学研究室の学生で、変人と蔑まれている八雲の数少ない理解者のひとり。同じゼミに通う学生が有名人（鳥越教授）目当てであるのに比べ、純粋に民俗学に興味を持ち参加し勉強している。それにしては民俗学の知識は浅く、初歩的なことを知らないことが多い。
かなりのうわばみで、所謂ザルで二日酔い知らず。乗り物酔いもしない。酒にも乗り物にも弱い八雲とは正反対である。
気が強く、少々の暴力には屈しない。暴漢に対しては棒切れ一本で敵を倒している。さらに、第七話では一蹴りでドアをぶち破る雄姿を披露。酒を飲んで前後不覚に陥った八雲を巴投げで投げ飛ばしたこともある。
八雲によれば「独自のセンス」を有しており、一般には見た目がグロテスクとか怖いとされている生き物が可愛らしく見えるらしい。事件に関係する過去の殺人の話には強く興味を示し、嬉々として聞き手に回っているが、実際に死体を目の当たりにするは苦手。

#### 警視庁
羽根井豊
演 - 益岡徹
八雲と富良野が遭遇する事件によく登場する警視庁刑事課の刑事。
自説に対する八雲の反論で動揺すると「目が泳ぐ」ので直ぐに分かる。警察関係者でもない素人の八雲が次々と謎を解いてしまうので対抗心を燃やすが、特に悪気があるわけではない。乗り物酔い体質。
警察を退官後は小説家になるのが夢と語り、実際に執筆もしている模様で、瀧村と取材旅行に出掛けている程。
瀧村万智子
演 - 滝沢沙織
羽根井刑事とコンビを組む女刑事。階級は巡査部長。自称モデル体型のスレンダー美人。八雲と富良野のコンビに露骨な対抗心を示し勝敗を気にしている節もあるが、八雲の依頼を受けて独自に調査をしてくれたり、捜査資料を見せてくれる。犯人に拉致された時には、拘束されたまま八雲に置き去りにされ、挙句に忘れられてしまった（結局は自力で脱出した）。
自説に対する八雲の反論で動揺すると「目が泳ぐ」のは羽根井刑事と同じ。私的な面でも羽根井刑事の手伝いをするが、男女の関係は無いと断言している。
第五話では富良野に匹敵する酒豪ぶりを発揮した（二日酔いに縁の無い富良野とは異なり、翌朝は酷い二日酔いに苦しんだ）。

#### その他
五十嵐里沙
演 - 北川弘美
鳥越ゼミに通う富良野の親友。
川瀬美奈子
演 - 山口日記
鳥越ゼミに通う富良野の親友。
鳥越太郎（教授）
演 - 鳥越俊太郎
TV出演や学会出席のため世界中を飛び回っている為、大学で学生の相手をすることは稀である模様。
著書「民俗学はスクープだ！！」

#### ゲスト
第1 - 2話「天狗伝説殺人事件」
- 富苗源次（苦地果神社の老宮司） - 石立鉄男
- 田久保善三（苦地果村の村長） - 西岡徳馬
- 田久保美和（田久保善三の養女） - 伊藤裕子
- 長内悦史（苦地果村の助役） - 東根作寿英
- 花菱明（田久保家の料理人） - 田中要次
- 相馬藤太（田久保家の用心棒） - 長江英和
- 椎名龍彦（週刊誌の記者） - 大柴邦彦
- 田久保勝太郎（田久保善三の長男） - 虎牙光揮
- 赤鼻の婆（苦地果村の老婆） - 三城晃子

第3 - 4話「記憶喪失のかぐや姫」
- 衣川葉月 - 中越典子
- 布部孝史 - 石井正則（アリtoキリギリス）
- 宗像巧 - 弓削智久
- 宗像孝知 - でんでん
- 小磯重昭 - 河原さぶ
- 沼田澄夫 - 石塚義之（アリtoキリギリス）
- 二階堂杏菜 - 蒼井そら

第5 - 6話「生けにえの島の少女」
- 篠原千鶴 - 岡本綾
- 篠原佐用子 - 杏さゆり
- 築島耕太 - 高知東生
- 松良加代 - 相沢真紀
- 長柄龍彦 - デビット伊東
- 組合長 - 船越英一郎
- 唐津彦右衛門 - 三谷昇

第7話「赤い靴の秘密」
- 島崎かおる - 浅見れいな
- 東山昭子 - 能世あんな
- 薄井武 - 松尾政寿
- 小池玲子 - 川俣しのぶ
- 有田修三 - 峰岸徹

第8 - 9話「やまんばに呪われた村」
- 近衛知夏 - 大塚寧々
- 倉持紫乃 - 朝加真由美
- 後藤田公三 - 森次晃嗣
- 後藤田和麿 - 鳥羽潤
- 後藤田めぐみ - 高樹マリア
- 生田目重則 - 沼田爆
- 前中忠男 - 深水三章

最終話「冬に咲く桜」
- 設楽流美 - 真行寺君枝
- 藤吉章吾 - 石橋蓮司
- 千倉流美 - 安藤希
- 千倉森彦 - 谷津勲
- 八雲由彦 - 坂上忍

### スタッフ
- 原作 - 金成陽三郎
- 漫画 - 山口譲司（集英社「ヤングジャンプコミックス」刊）
- 脚本 - 戸田山雅司、大石哲也
- 音楽 - 窪田ミナ
- 演出 - 麻生学、唐木希浩（5年D組）、木村ひさし、常廣丈太（テレビ朝日）
- 主題歌 - RAG FAIR「君でなければ」（TOY`S FACTORY）
- チーフプロデューサー -桑田潔（テレビ朝日）
- プロデューサー - 江野夏平（テレビ朝日）、槙哲也
- 演出補 - 加藤伸一

### 放送日程
- 原則として2話完結（第7、10話は1話完結）のストーリーとなっていた。
- 第6話は、スペシャルドラマ「弟」放送に伴う編成のため、放送時間を23:51 - 24:46に変更。

| 各話                                                          | 放送日         | サブタイトル                    | 脚本                | 演出       | 視聴率 |
| ------------------------------------------------------------- | -------------- | ------------------------------- | ------------------- | ---------- | ------ |
| 第1話                                                         | 2004年10月15日 | 天狗伝説殺人事件                | 戸田山雅司          | 麻生学     | 10.7%  |
| 第2話                                                         | 2004年10月22日 | 天狗伝説殺人事件 ＜解決編＞     | 戸田山雅司          | 麻生学     | 08.0%  |
| 第3話                                                         | 2004年10月29日 | 記憶喪失のかぐや姫              | 戸田山雅司          | 唐木希浩   | 11.1%  |
| 第4話                                                         | 2004年11月05日 | 記憶喪失のかぐや姫 ＜解決編＞   | 戸田山雅司          | 唐木希浩   | 09.1%  |
| 第5話                                                         | 2004年11月12日 | 生けにえの島の少女              | 大石哲也            | 麻生学     | 10.2%  |
| 第6話                                                         | 2004年11月19日 | 生けにえの島の少女 ＜解決編＞   | 大石哲也            | 麻生学     | 09.1%  |
| 第7話                                                         | 2004年11月26日 | 赤い靴の秘密                    | 大石哲也            | 木村ひさし | 10.2%  |
| 第8話                                                         | 2004年12月03日 | やまんばに呪われた村            | 戸田山雅司          | 常廣丈太   | 09.0%  |
| 第9話                                                         | 2004年12月10日 | やまんばに呪われた村 ＜解決編＞ | 戸田山雅司          | 常廣丈太   | 09.7%  |
| 最終話                                                        | 2004年12月17日 | 冬に咲く桜                      | 戸田山雅司 大石哲也 | 麻生学     | 08.9%  |
| 平均視聴率 9.6%（視聴率はビデオリサーチ調べ、関東地区・世帯） |                |                                 |                     |            |        |

### DVD
- ミステリー民俗学者 八雲樹 ジェネオン エンタテインメント株式会社